# Saison 2019-2020 du Dijon FCO
Maillots
Chronologie
Saison précédente Saison suivante
La saison 2019-2020 du Dijon FCO est la cinquième du club en première division, après avoir terminé dix-huitième de Ligue 1 l'année passée.
L'équipe est dirigée pour la première saison par Stéphane Jobard, qui occupe le poste d'entraîneur depuis juin 2019, tandis que le club est présidé par Olivier Delcourt depuis 2012.
Cette saison est particulière puisque le championnat de France s'arrête exceptionnellement et définitivement à la 28e journée (au lieu de la 38e comme initialement prévu) à cause de la pandémie de coronavirus.

## Transferts

### Transferts estivaux
Le mercato d'été se déroule du 11 juin au 2 septembre 2019 en France.

### Transferts hivernaux
Le mercato d'hiver se déroule du 1er au 31 janvier 2020 en France.

## Compétitions

### Championnat
La Ligue 1 2019-2020 est la quatre-deuxième édition du Championnat de France de football et la dix-septième sous l'appellation « Ligue 1 ». L'épreuve est disputée par vingt clubs réunis dans
un seul groupe et se déroulant par matches aller et retour, soit une série de trente-huit rencontres. Les meilleurs de ce championnat se qualifient pour les coupes d'Europe, les trois premiers en Ligue des champions et le quatrième en Ligue Europa. À l'inverse, les deux derniers de la compétition sont relégués à l'échelon inférieur en Ligue 2 et le 18e joue un barrage contre le 3e de la Ligue 2.

#### Classement
| Rang | Équipe              | Pts | J  | G  | N  | P  | Bp | Bc | Diff | Qualification ou relégation |
| ---- | ------------------- | --- | -- | -- | -- | -- | -- | -- | ---- | --------------------------- |
| 13   | FC Nantes           | 37  | 28 | 11 | 4  | 13 | 28 | 31 | −3   |                             |
| 14   | Stade brestois 29 P | 34  | 28 | 8  | 10 | 10 | 34 | 37 | −3   |                             |
| 15   | FC Metz P           | 34  | 28 | 8  | 10 | 10 | 27 | 35 | −8   |                             |
| 16   | Dijon FCO           | 30  | 28 | 7  | 9  | 12 | 27 | 37 | −10  |                             |
| 17   | AS Saint-Étienne    | 30  | 28 | 8  | 6  | 14 | 29 | 45 | −16  |                             |
| 18   | Nîmes Olympique     | 27  | 28 | 7  | 6  | 15 | 29 | 44 | −15  |                             |
| 19   | Amiens SC           | 23  | 28 | 4  | 11 | 13 | 31 | 50 | −19  | Relégation en Ligue 2       |

## Effectif professionnel

### Effectif professionnel actuel
Le tableau ci-dessous recense l'effectif professionnel actuel du DFCO pour la saison 2019-2020.

### Joueur du mois et de l'année
Chaque mois, les supporters dijonnais élisent le joueur du mois. En fin de saison est alors élu le joueur dijonnais de l'année.  
| Mois      | Joueur       |
| --------- | ------------ |
| Août      |              |
| Septembre |              |
| Octobre   |              |
| Novembre  |              |
| Décembre  |              |
| Janvier   | Alfred Gomis |
| Février   |              |
| Mars      |              |
| Avril     |              |
| Année     | Alfred Gomis |